# Кубок Казахстана по футболу 2015
Кубок Казахстана по футболу 2015 года — 24-й розыгрыш национального Кубка, в котором приняли участие 25 клубов.
Первый этап турнира стартовал 29 марта 2015 года. Финальный матч прошёл 21 ноября 2015 года. Победитель Кубка получил право выступления в Лиге Европы-2016/17.

## Участники
| Премьер-лига: все 12 клубов сезона-2015                                                                      | Первая лига: все 13 клубов сезона-2015                                                                                                |
| - Актобе - Астана - Атырау - Жетысу - Иртыш - Кайрат - Кайсар - Окжетпес - Ордабасы - Тараз - Тобол - Шахтёр | - Акжайык - Байконур - Байтерек - Булат-АМТ - Восток - Каспий - Кызыл-Жар СК - Кыран - Лашын - Махтаарал - Спартак - ЦСКА - Экибастуз |

## Расписание
Расписание Кубка Казахстана-2015:
- 1-й этап - 29 марта 2015 года
- 2-й этап - 12 апреля 2015 года
- 1/8 финала - 29 апреля 2015 года
- 1/4 финала - 20 мая 2015 года
- 1/2 финалы - 2 июня — 23 сентября 2015 года
- Финал - 21 ноября 2015 года на Астана Арене в Астане

## Первый этап
5 марта состоялась жеребьёвка первого этапа розыгрыша Кубка Казахстана 2015 года. Матчи первого этапа прошли 29 марта 2015 года. Победители на данной стадии розыгрыша определялись по результату одного матча.
Клубы Премьер-лиги были освобождены от участия в первом и втором этапах и вступили в борьбу с 1/8 финала.
| Команда              | счёт | Команда                      |
| -------------------- | ---- | ---------------------------- |
| Лашын (Каратау)      | 0:2  | Булат-АМТ (Темиртау)         |
| Кыран (Шымкент)      | 1:2  | Каспий (Актау)               |
| Экибастуз            | 4:0  | Байтерек (Астана)            |
| Байконур (Кызылорда) | 0:1  | Кызыл-Жар СК (Петропавловск) |
| Махтаарал (Атакент)  | 0:1  | Акжайык (Уральск)            |

| Лашын | 0:2 | Булат-АМТ                |
| ----- | --- | ------------------------ |
|       |     | Павинич 14′ · Зверев 82′ |

| Кыран         | 1:2 | Каспий                    |
| ------------- | --- | ------------------------- |
| Фильчаков 31′ |     | Сердюков 72′ · Вяткин 80′ |

| Экибастуз                                                 | 4:0 | Байтерек |
| --------------------------------------------------------- | --- | -------- |
| Аубакиров 11′ 83′ (пен.) · Павленок 47′ · Дюсембаев 90+2′ |     |          |

| Байконур | 0:1 | Кызыл-Жар СК |
| -------- | --- | ------------ |
|          |     | Набиев 71′   |

| Махтаарал | 0:1 | Акжайык     |
| --------- | --- | ----------- |
|           |     | Шурыгин 73′ |

## Второй этап
Жеребьёвка прошла 5 апреля. Матчи второго этапа состоялись 12 апреля.
Победители на данной стадии розыгрыша определялись по результату одного матча. Матч "Спартак" - "Кызыл-Жар СК" был перенесён на 11 апреля из-за неготовности стадиона в Семее.
| Команда                   | счёт               | Команда                      |
| ------------------------- | ------------------ | ---------------------------- |
| Спартак (Семей)           | 1:0                | Кызыл-Жар СК (Петропавловск) |
| Восток (Усть-Каменогорск) | 2:2 д.в., пен. 1:4 | Акжайык (Уральск)            |
| Экибастуз                 | 2:0                | Булат-АМТ (Темиртау)         |
| Каспий (Актау)            | 1:1 д.в., пен. 7:8 | ЦСКА (Алма-Ата)              |

| Спартак     | 1:0 | Кызыл-Жар СК |
| ----------- | --- | ------------ |
| Данилюк 47′ |     |              |

| Восток                  | 2:2 (доп. вр.) | Акжайык                   |
| ----------------------- | -------------- | ------------------------- |
| Эрбес 80′ · Куянов 117′ |                | Хромцов 13′ · Антипов 91′ |
| Пенальти                |                |                           |
|                         | 1:4            |                           |

| Экибастуз                | 2:0 | Булат-АМТ |
| ------------------------ | --- | --------- |
| Искулов 12′ · Войнов 73′ |     |           |

| Каспий    | 1:1 (доп. вр.) | ЦСКА        |
| --------- | -------------- | ----------- |
| Вяткин 2′ |                | Чулагов 35′ |
| Пенальти  |                |             |
|           | 7:8            |             |

## 1/8 финала
Жеребьёвка прошла 26 апреля. Матчи 1/8 финала состоялись 29 апреля.
Победители на данной стадии розыгрыша определялись по результату одного матча. Матч "Кайсар" - "Спартак" прошёл 28 апреля.
| Команда            | счёт               | Команда              |
| ------------------ | ------------------ | -------------------- |
| Кайсар (Кызылорда) | 1:0                | Спартак (Семей)      |
| Экибастуз          | 2:3                | Астана               |
| Шахтёр (Караганда) | 1:2                | Окжетпес (Кокшетау)  |
| Ордабасы (Шымкент) | 0:1                | Тараз                |
| Тобол (Костанай)   | 2:1                | ЦСКА (Алма-Ата)      |
| Акжайык (Уральск)  | 0:5                | Актобе               |
| Атырау             | 0:1                | Жетысу (Талдыкорган) |
| Кайрат (Алма-Ата)  | 0:0 д.в., пен. 4:1 | Иртыш (Павлодар)     |

| Кайсар              | 1:0 | Спартак |
| ------------------- | --- | ------- |
| Куцов 50′ (авт.) 50 |     |         |

| Экибастуз                     | 2:3 | Астана                        |
| ----------------------------- | --- | ----------------------------- |
| Аубакиров 70′ · Дюсембаев 89′ |     | Твумаси 12′, 53′ · Щеткин 36′ |

| Шахтёр              | 1:2 (доп. вр.) | Окжетпес                     |
| ------------------- | -------------- | ---------------------------- |
| Смейкал 6′ (авт.) 6 |                | Роткович 55′ · Сахалбаев 98′ |

| Ордабасы | 0:1 | Тараз        |
| -------- | --- | ------------ |
|          |     | Тогызбай 63′ |

| Тобол                       | 2:1 | ЦСКА               |
| --------------------------- | --- | ------------------ |
| Эльмурзаев 45′ · Бугаёв 63′ |     | Оразаев 10′ (пен.) |

| Акжайык | 0:5 | Актобе                                                         |
| ------- | --- | -------------------------------------------------------------- |
|         |     | Коробкин 11′ · Жалмукан 22′, 47′ · Дмитренко 43′ · Антонов 79′ |

| Атырау | 0:1 | Жетысу       |
| ------ | --- | ------------ |
|        |     | Турысбек 79′ |

| Кайрат                            | 0:0 (доп. вр.) | Иртыш                   |
| --------------------------------- | -------------- | ----------------------- |
|                                   |                |                         |
| Пенальти                          |                |                         |
| Гоу · Исаэл · Исламхан · Дарабаев | 4:1            | Бансе · Булгару · Азука |

## 1/4 финала
Жеребьёвка прошла 30 апреля. Матчи 1/8 финала состоялись 20 мая.
Матч "Тобол" - "Жетысу" прошел в Затобольске из-за неблагоприятных погодных условий в Костанае. Победители на данной стадии розыгрыша определялись по результату одного матча.
| Команда             | счёт | Команда              |
| ------------------- | ---- | -------------------- |
| Окжетпес (Кокшетау) | 2:3  | Актобе               |
| Тобол (Костанай)    | 2:0  | Жетысу (Талдыкорган) |
| Кайсар (Кызылорда)  | 1:2  | Астана               |
| Кайрат (Алма-Ата)   | 4:1  | Тараз                |

| Окжетпес                    | 2:3 | Актобе                                |
| --------------------------- | --- | ------------------------------------- |
| Роткович 25′ · Азовский 90′ |     | Пиззелли 20′ · Жулпа 42′ · Данило 45′ |

| Тобол                  | 2:0 | Жетысу |
| ---------------------- | --- | ------ |
| Шимкович 6′ · Дели 83′ |     |        |

| Кайсар       | 1:2 (доп. вр.) | Астана            |
| ------------ | -------------- | ----------------- |
| Юнузович 43′ |                | Твумаси 69′, 109′ |

| Кайрат                                  | 4:1 | Тараз          |
| --------------------------------------- | --- | -------------- |
| Гоу 6′, 58′ · Исламхан 18′ · Кукеев 86′ |     | Мухутдинов 62′ |

## 1/2 финала
Жеребьёвка прошла 21 мая. Первые матчи 1/2 финала Кубка прошли 2 июня, ответные — 23 сентября. Победители полуфинальных пар определялись по итогам двух матчей.
| Команда          | счёт | Команда           | 1-й матч | 2-й матч |
| ---------------- | ---- | ----------------- | -------- | -------- |
| Актобе           | 1:3  | Астана            | 0:2      | 1:1      |
| Тобол (Костанай) | 1:5  | Кайрат (Алма-Ата) | 0:3      | 1:2      |

### Первые матчи
| Актобе | 0:2 | Астана                       |
| ------ | --- | ---------------------------- |
|        |     | Джолчиев 19′ · Кульбеков 38′ |

| Тобол | 0:3 | Кайрат                             |
| ----- | --- | ---------------------------------- |
|       |     | Гоу 18′ · Исламхан 59′ · Исаэл 76′ |

### Ответные матчи
| Астана      | 1:1 (итог. счет 3:1) | Актобе         |
| ----------- | -------------------- | -------------- |
| Твумаси 68′ |                      | Хижниченко 40′ |

| Кайрат                | 2:1 (итог. счет 5:1) | Тобол           |
| --------------------- | -------------------- | --------------- |
| Риера 8′ · Гурман 19′ |                      | Жумаскалиев 89′ |

## Финал
| Астана      | 1:2 | Кайрат                          |
| ----------- | --- | ------------------------------- |
| Твумаси 29′ |     | Деспотович 48′ · Деспотович 69′ |

| Победитель Кубка Казахстана по футболу 2015 |
| ------------------------------------------- |
| Кайрат (Алма-Ата) Седьмой титул             |

## Лучшие бомбардиры
| Место | Игрок                | Клуб      | Мячи |
| ----- | -------------------- | --------- | ---- |
| 1     | Патрик Твумаси       | Астана    | 6    |
| 2-3   | Жерар Гоу            | Кайрат    | 3    |
| 2-3   | Азамат Аубакиров     | Экибастуз | 3    |
| 4-9   | Амангельды Дюсембаев | Экибастуз | 2    |
| 4-9   | Бауржан Исламхан     | Кайрат    | 2    |
| 4-9   | Джордже Деспотович   | Кайрат    | 2    |
| 4-9   | Владимир Вяткин      | Каспий    | 2    |
| 4-9   | Дидар Жалмукан       | Актобе    | 2    |
| 4-9   | Лука Роткович        | Окжетпес  | 2    |